# Omaloplia illyrica
Omaloplia illyrica är en skalbaggsart som beskrevs av Baraud 1965. Omaloplia illyrica ingår i släktet Omaloplia och familjen Melolonthidae. Inga underarter finns listade i Catalogue of Life.